# Minóg kaspijski
Minóg kaspijski, minog kaspijski (Caspiomyzon wagneri) – gatunek pasożytniczego bezżuchwowca z rodziny minogowatych (Petromyzontidae). 

## Zasięg występowania
Morze Kaspijskie i wpadające do niego rzeki, zwłaszcza Wołga z dopływami Kamą i Oką, Ural, Terek i Kura.
Zabudowa hydrotechniczna rzek znacznie ograniczyła zasięg jego występowania.

## Budowa ciała
Osiąga długość 19–45 cm (max 55,3 cm). Średnia długość ciała samców wynosi 36 cm, zaś samic 37 cm. Masa ciała do 206 g. Procentowe proporcje długości poszczególnych część ciała są następujące: odcinek przedskrzelowy 8,7–12,1%, odcinek skrzelowy 7,7–11%, tułów 43,6–57,6%, ogon 26–33%, oko 0,8–2,2%, przyssawka 2,4–4,5%. Wzdłuż tułowia 63–66 miomerów. Średnica jelita u osobników przed tarłem wynosi średnio 0,27 cm, zaś u tarlaków zmniejsza się do 0,14 cm. Płetwa ogonowa ma kształt łopatkowaty.
Ubarwienie przed tarłem na grzbiecie od ciemnoszarego z odcieniem jasnozielonkawym do ciemnooliwkowego, boki i brzuch jasny o srebrzystym połysku. Linia boczna nie jest pigmentowana. Tarlaki mają grzbiet i boki czarne, zaś brzuch z ciemnymi, owalnymi plamami.

## Biologia i ekologia

### Tryb życia
Ślepice żyją w rzekach, w głębokich na 1–2 cm norach wygrzebanych w mulistym bądź piaszczystym dnie, w miejscach o powolnym nurcie i głębokości 0,3–22 m. Spotyka się je również wśród roślinności lub między zatopionymi korzeniami bądź gałęziami. Osobniki przeobrażające się przebywają w pozbawionych roślinności, głębszych miejscach o szybszym nurcie. Osobniki dorosłe żyją w rzekach, estuariach oraz w morzu. Przeobrażenie w dorzeczu Wołgi następuje po 3 latach, w lipcu. W dorzeczu rzeki Kura ma ono miejsce po 2–4 latach, na przełomie sierpnia i września. W Iranie larwy przepoczwarzają się w październiku. Osobniki dorosłe żyją co najmniej 17 miesięcy. Całkowita długość życia wynosi do 6 lat.

### Odżywianie
Ślepice żywią się okrzemkami i detrytusem. W trakcie przeobrażenia nie pobierają pokarmu. Osobniki dorosłe nie są pasożytami, w przeciwieństwie do większości minogów. Żywią się one prawdopodobnie padliną lub być może ikrą lub bezkręgowcami. 
Sposób odżywiania się dorosłych minogów kaspijskich jest przedmiotem spekulacji. Mają one tępe zęby, lecz jednocześnie ich jelita rozwija się znacznie w trakcie przeobrażenia i pozostają funkcjonalne po nim.

### Rozród
W Wołdze wędrówki tarłowe odbywają się od połowy września do marca, w Kurze od listopada do lutego. Odbywają się one nocą, przy braku księżyca tarlaki płyną blisko powierzchni, zaś w księżycowe noce trzymają się blisko dna. W ciągu dnia zatrzymują się one wśród kamieni na dnie. W ciągu jednej nocy wędrujące minogi kaspijskie przebywają od 2 do 16 km. Całkowity przebyty dystans dochodzi do 1500 km, choć tarliska znajdują się w całym biegu rzek od ich ujść do źródeł. 
Po wpłynięciu do rzeki dorosłe osobniki nie pobierają pokarmu. Początkowo zawartość tłuszczu w ich ciałach wynosi nawet 34%, z czasem zaś spada nawet do 2%.
Tarło odbywa się w rzece od marca do maja (a nawet połowy lipca) przy temperaturze wody 15-23?°C. Samica składa od 20 do 34 tys. jajeczek w jamie wygrzebanej w piaszczystym lub żwirowym dnie, zazwyczaj w płytkiej wodzie. Samice giną zaraz po złożeniu ikry, samce natomiast przeżywają i mogą trzeć się z kilkoma samicami. Jaja mają kolor jasnoszary lub żółty. Wylęg następuje po 8-10 dniach przy długości 0,33–0,42 cm. Wchłonięcie woreczka żółtkowego następuje po trzech, czterech dniach.

## Znaczenie gospodarcze
Do końca lat 60 XIX wieku, ze względu na wysoką zawartość tłuszczu (ok. 30%) suszone minogi kaspijskie były używane jako substytut świec. W późniejszym okresie poławiano je w celach spożywczych. Wartość odżywcza minoga kaspijskiego wynosi 3,4 kcal/g świeżej masy. Istnieją doniesienia o przypadkach zatruć.
W Wołdze połowy prowadzi się głównie jesienią (3/4) połowów, jak i wiosną. W latach 1910–1913 łowiono rocznie od 16 mln. 900 tys. do 33 mln. 400 tys. sztuk minoga kaspijskiego. W rzece Kura w okresach pięcioletnich od roku 1881 do 1935, łowiono od 11 tys. sztuk (lata 1891–1895) do 612 tys. sztuk (lata 1911–1915). Zabudowa hydrotechniczna rzek doprowadziła do znacznego spadku jego liczebności i teraz nie jest on uważany za gatunek ważny gospodarczo.